# Près du moulin
Près du moulin, op. 115, est une œuvre de la compositrice Mel Bonis, datant de 1925.

## Composition
Mel Bonis compose Près du moulin pour piano en 1925. L'œuvre, dédiée à Mme Cadot-Laffite, est publiée la même année aux éditions Sénart. Elle est rééditée en 2006 par les éditions Furore.

## Edition actuelle
- in Mel Bonis, œuvre pour piano, Voume 7, Pièces pittoresques et poétiques C ; Editions Furore, 2006

## Discographie
- L'ange gardien, par Laurent Martin (piano), Ligia Digital LIDI 01033181-07, 2007 (OCLC 884450880)

## Sources
- Étienne Jardin, Mel Bonis (1858-1937) : parcours d'une compositrice de la Belle Époque, 2020 (ISBN 978-2-330-13313-9 et 2-330-13313-8, OCLC 1153996478, lire en ligne)